# 小松英一郎
小松 英一郎（こまつ えいいちろう、1974年9月 - ）は、日本出身の物理学者。マックス・プランク天体物理学研究所所長。テキサス大学教授。専門は、観測的宇宙論。博士（理学）（東北大学・2001年）。

## 人物
兵庫県宝塚市出身。兵庫県立宝塚西高等学校卒業。東北大学において二間瀬敏史に師事。修士課程修了後にプリンストン大学のDavid Spergelのもとに滞在し、宇宙マイクロ波背景放射観測衛星WMAPのプロジェクトに参画。主要メンバーとして活躍。特に宇宙マイクロ波背景放射の観測結果により、宇宙論パラメーターがどの範囲に収まるのかという、現代宇宙論にとって最重要課題の一つである論文を発表する。その他、宇宙初期の非ガウス性、バリオン音響振動など観測的宇宙論に関する幅広い研究を精力的に進めている。

## 最多引用論文
トムソン・ロイターの発表によると、2007年、2009年、2011年に最多引用論文で小松の論文が世界1位を獲得している。

## 略歴
- 1985年：小学校5年生の時に、天文図鑑のオリオン座大星雲M42の大きなカラー写真を見て天体に興味を持つ。
- 1993年3月：兵庫県立宝塚西高等学校卒業
- 1997年3月：東北大学理学部宇宙地球物理学科天文学コース卒業
- 1999年3月：東北大学大学院理学研究科天文学専攻修士課程修了
- 1999年9月：プリンストン大学 Visiting Student Research Collaborator
- 2000年9月：プリンストン高等研究所 Visiting Member
- 2001年9月：東北大学大学院理学研究科天文学専攻博士後期課程修了
- 2001年10月：プリンストン大学 WMAP Postdoctoral Research Fellow
- 2003年9月：テキサス大学天文学科助教授 (Assistant Professor)
- 2008年2月：東京大学数物連携宇宙研究機構客員科学研究員
- 2008年9月：テキサス大学天文学科准教授 (Associate Professor)
- 2009年1月：テキサス宇宙論センター所長
- 2010年8月：東京大学カブリ数物連携宇宙研究機構客員上級科学研究員
- 2010年9月：テキサス大学天文学科教授
- 2012年1月：マックス・プランク研究所（天文学）所長
- 2017年4月：東京大学国際高等研究所カブリ数物連携宇宙研究機構主任研究者

## 主な受賞
- 2004年：日本天文学会若手奨励賞
- 2005年-2009年：Alfred P. Sloan Research Fellow
- 2008年：国際純粋・応用物理学連合(IUPAP)若手賞
- 2010年：西宮湯川記念賞
- 2010年-：Sophie and Tycho Brahe Visiting Professor （コペンハーゲン大学）
- 2015年：日本天文学会林忠四郎賞
- 2021年：井上学術賞
- 2022年：仁科記念賞[5]